# Xã Liberal, Quận Lyon, Iowa
Xã Liberal (tiếng Anh: Liberal Township) là một xã thuộc quận Lyon, tiểu bang Iowa, Hoa Kỳ. Năm 2010, dân số của xã này là 385 người.